# Hammarö landskommun
Hammarö landskommun var en tidigare kommun i Värmlands län, huvudsakligen belägen på Hammarön i norra Vänern.

## Administrativ historik
Kommunen inrättades i Hammarö socken i Karlstads tingslag i Värmland när 1862 års kommunalförordningar trädde i kraft den 1 januari 1863.
1950 ombildades landskommunen till Hammarö köping som 1971 ombildades till Hammarö kommun.

## Politik

### Mandatfördelning i Hammarö landskommun 1938-1946
| 2 | 19 |  | 2 |  |

| 23 |

| 3 | 17 | 4 |  |

| 23 |

| 5 | 17 | 2 |  |

| 22 |